# ابراهیم اسلوم
ابراهیم اسلوم (عربی: إبراهيم اسلوم؛ زادهٔ ۳۱ ژانویهٔ ۱۹۷۹) بوکسور اهل فرانسه است.